# Джурою
Джурою (рум. Giuroiu) — село у повіті Вилча в Румунії. Входить до складу комуни Стойлешть.
Село розташоване на відстані 148 км на захід від Бухареста, 20 км на південь від Римніку-Вилчі, 78 км на північний схід від Крайови, 128 км на південний захід від Брашова.

## Населення
За даними перепису населення 2002 року у селі проживали 115 осіб, усі — румуни. Усі жителі села рідною мовою назвали румунську.